# Міранда-де-Ебро
Міранда-де-Ебро (ісп. Miranda de Ebro) — муніципалітет в Іспанії, у складі автономної спільноти Кастилія-і-Леон, у провінції Бургос. Населення — 39 038 осіб (2010).
Муніципалітет розташований на відстані близько 260 км на північ від Мадрида, 70 км на північний схід від Бургоса.
На території муніципалітету розташовані такі населені пункти: (дані про населення за 2010 рік)
- Арсе: 8 осіб
- Аюелас: 49 осіб
- Асукарера-Леопольдо: 3 особи
- Бардаурі: 108 осіб
- Баяс: 321 особа
- Лос-Корралес: 65 осіб
- Ель-Крусеро: 417 осіб
- Гінісіо: 25 осіб
- Еррера: 4 особи
- Ірсіо: 87 осіб
- Міранда-де-Ебро: 29389 осіб
- Монтаньяна: 16 осіб
- Ла-Наве: 21 особа
- Орон: 247 осіб
- Сан-Мігель: 25 осіб
- Сусана: 88 осіб
- Тернеро: 1 особа
- Вальверде-де-Міранда: 12 осіб
- Альто-Сан-Роке: 38 осіб
- Ель-Лаго: 211 осіб
- Лос-Анхелес: 660 осіб
- Матільяс: 1043 особи
- Ла-Чарка: 4513 осіб
- Фуентекальєнте: 213 осіб
- Арболеда/Лос-Лінарес: 63 особи
- Крусеро II: 1411 осіб

## Демографія
Динаміка населення (INE ):

## Галерея зображень

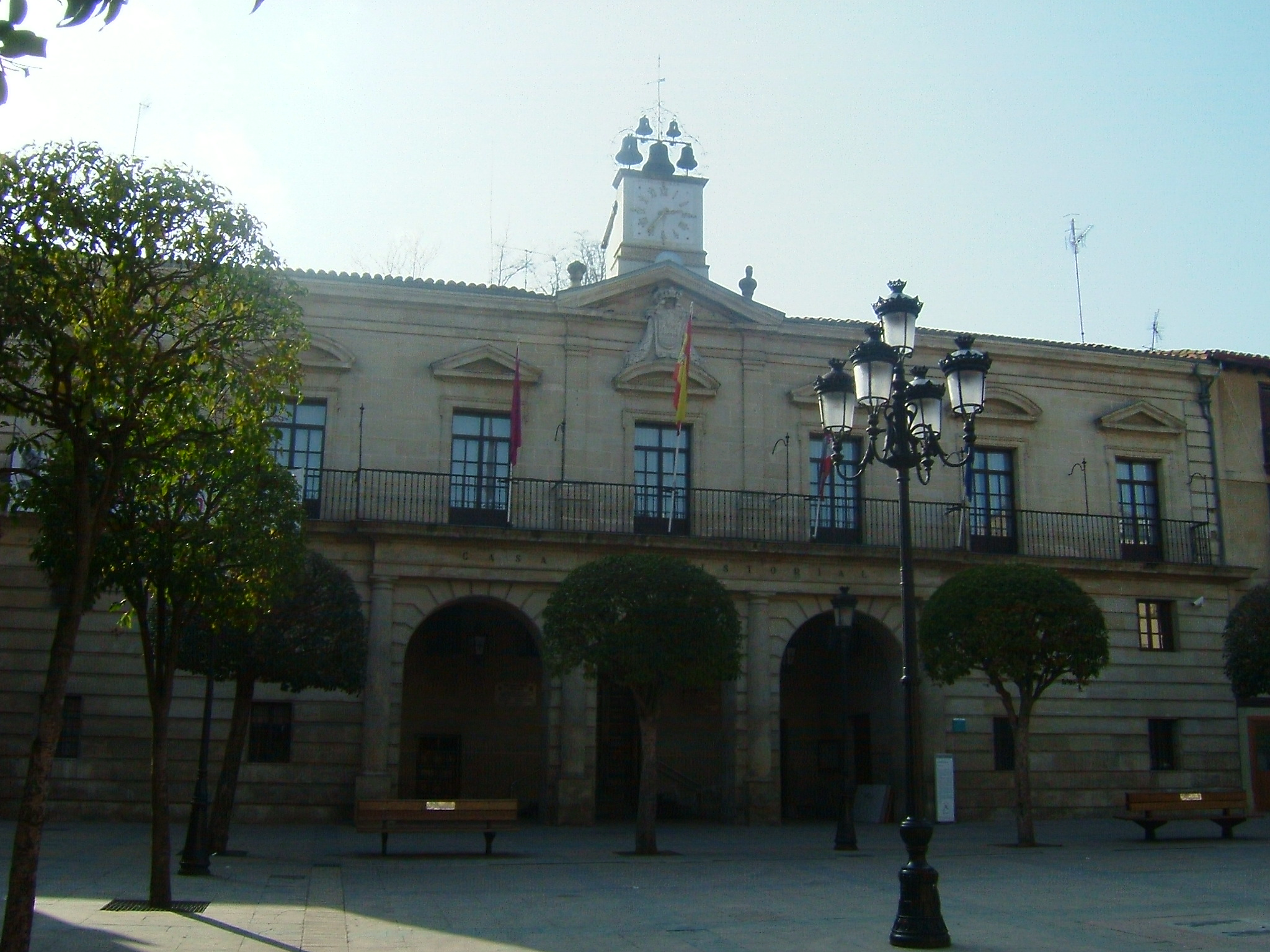
Муніципальна рада
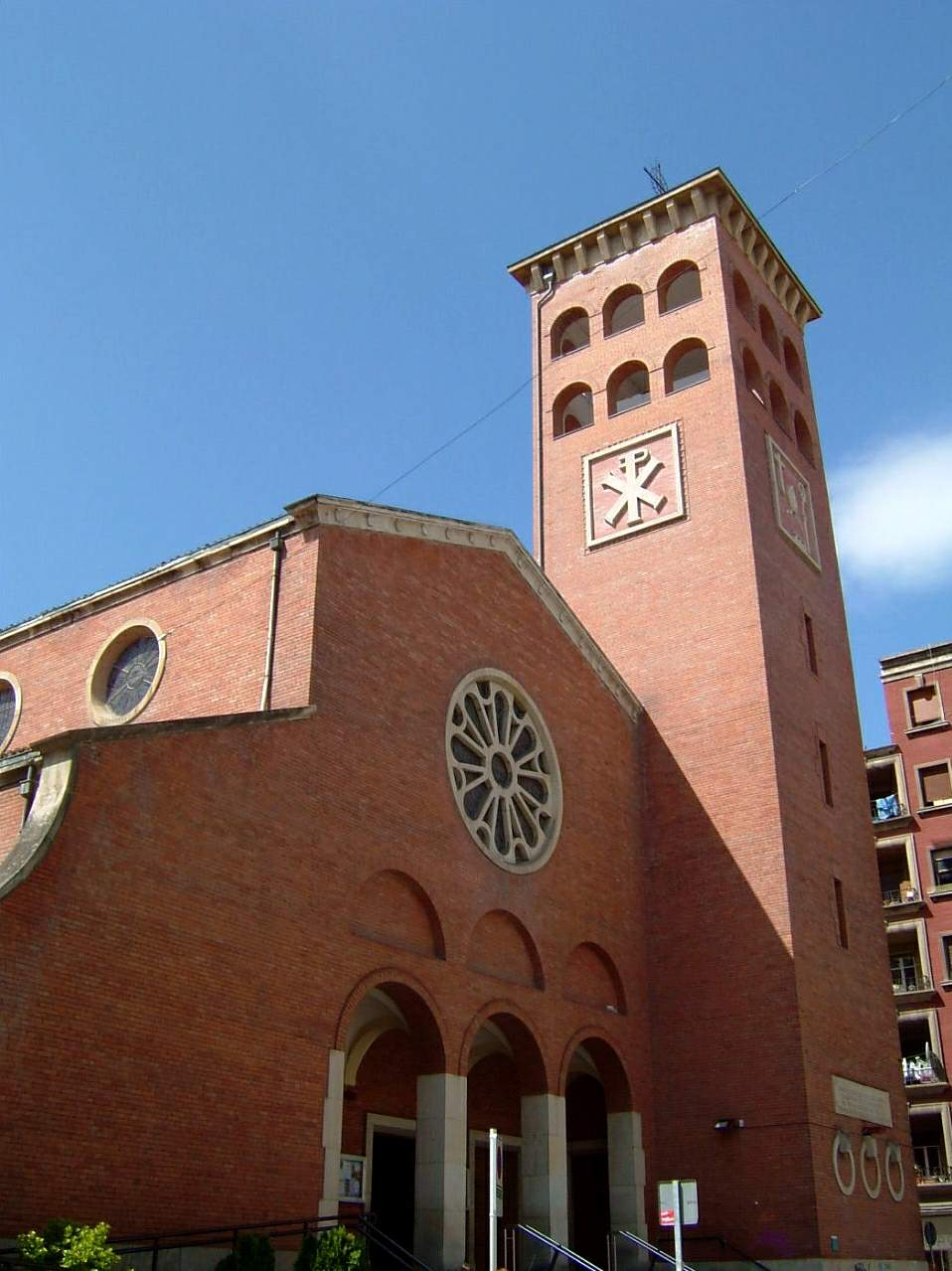
Церква Сан-Ніколас (1945)
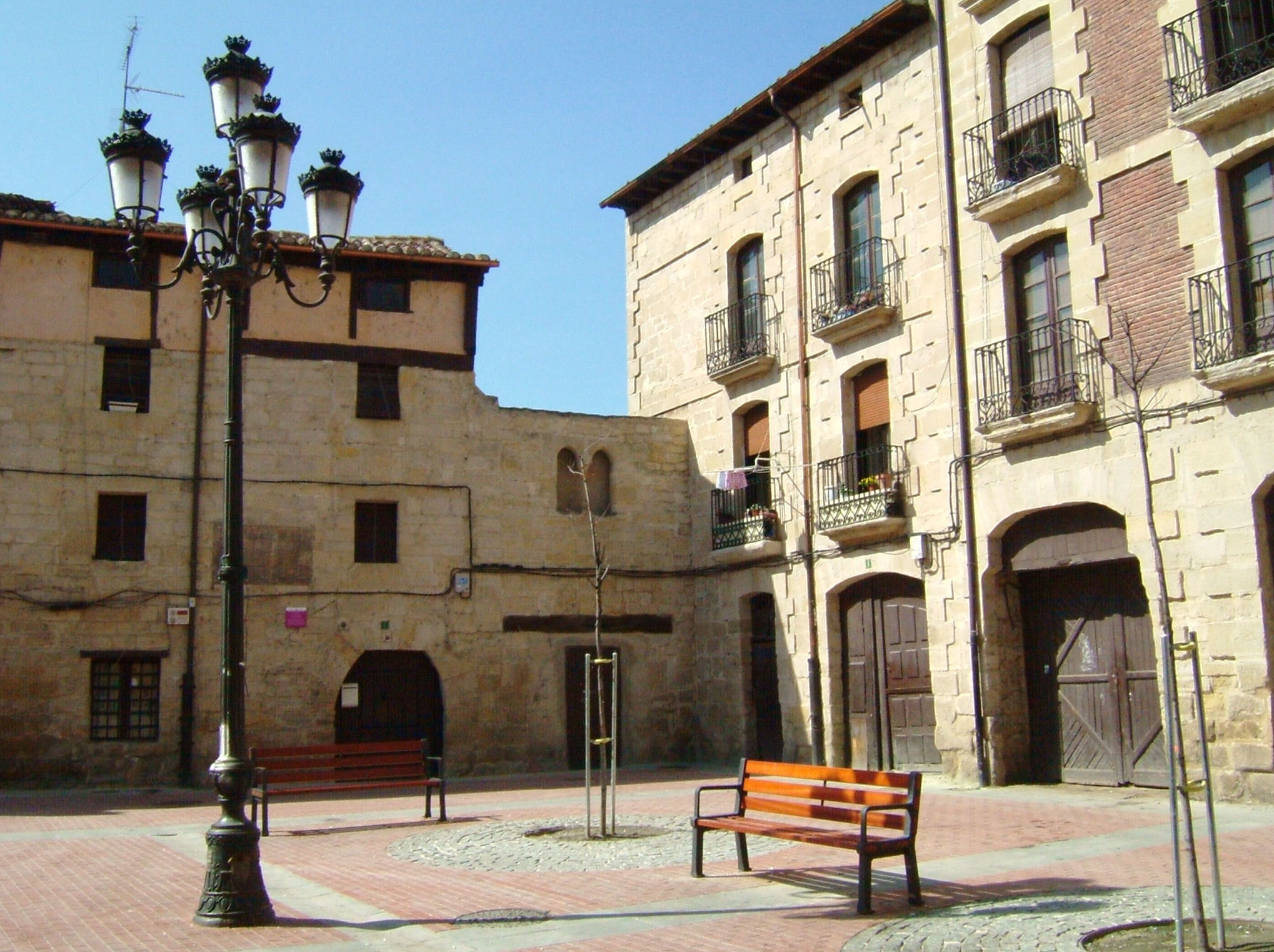
Пласа-дель-Меркадо, Акенде